# Piezodorus guildinii

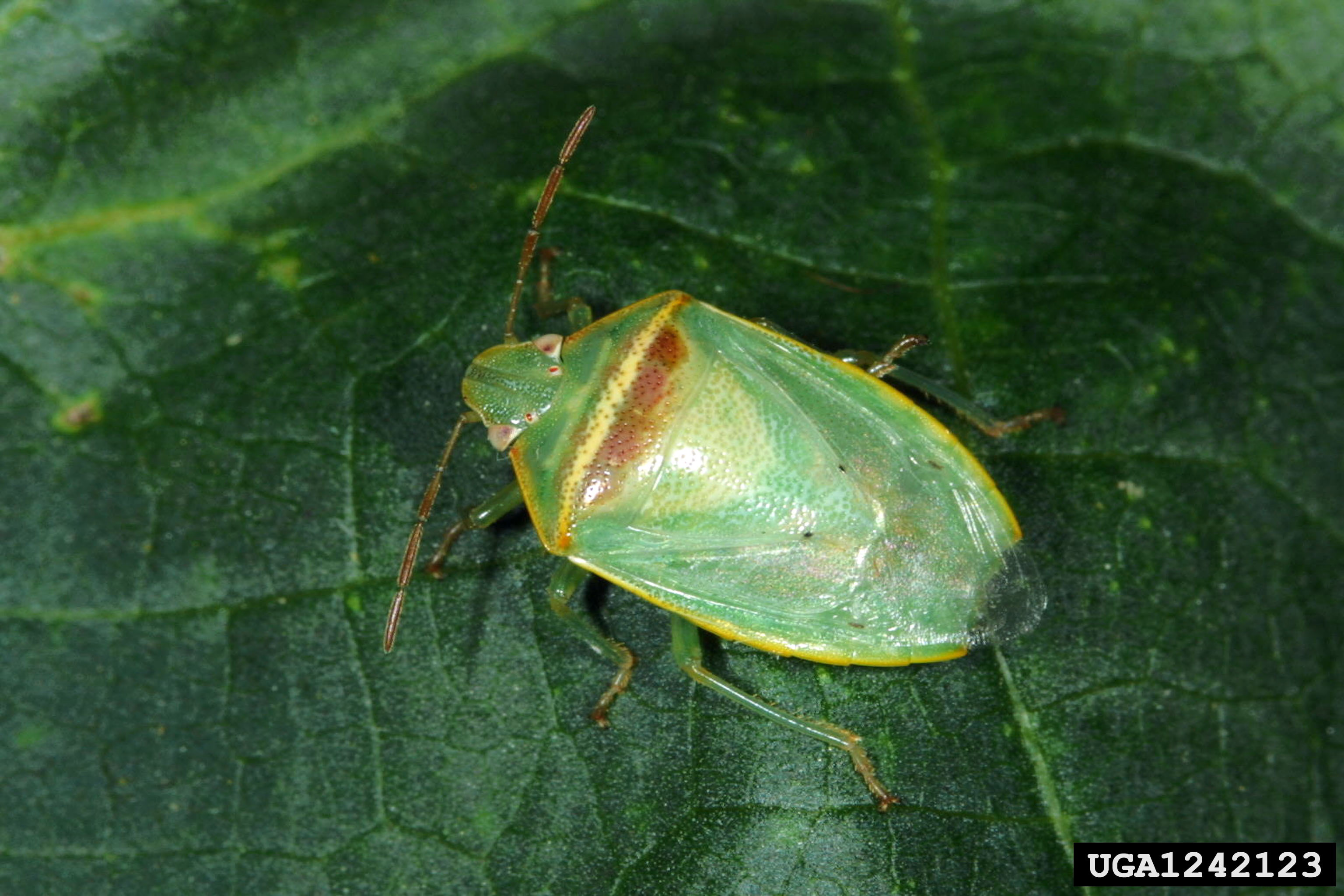
Um espécime adulto do percevejo-verde-pequeno

O Piezodorus guildinii é um inseto da família Aphidoidea que ataca vários tipos de culturas, como brócolis, repolho, feijão, couve, algodão, soja, mostarda, nabo, entre outros. É popularmente denominado percevejo-verde-pequeno ou percevejo-verdinho-da-soja.